# Haruko Momoi
Haruko Momoi (桃井はるこ Momoi Haruko) nacida el 14 de diciembre de 1977 es una seiyuu, actriz de radio, columnista, cantante y compositora japonesa. Nació en Tokio y su nombre es transcripto también como "Halko", apodo creado por ella misma y utilizado también por sus seguidores inspirándose en la computadora HAL 9000 de la película 2001: A Space Oddysey. Mide 160cm. También titulada popularmente "Reina de Akihabara".
Conocida principalmente por su primera formación grupal Under17 junto a Masaya Koike y algunos de sus populares roles de seiyuu, como el de Komugi Nakahara en las series The SoulTaker y Nurse Witch Komugi o Mii de Popotan. Momoi protagoniza canciones y papeles de estética Moe o lolicon, muchas de ellas utilizadas como banda sonora en videojuegos, algunos dedicados a público adulto (eroge) y animes. Su popularidad domina sobre todo en el distrito de Akihabara, en Tokio, donde ya era conocida a finales de los noventa como idol y es un referente para muchos otakus. Aun así, cuenta ya con un extenso repertorio original y composiciones totalmente independientes del mundo de la ficción, aunque introduce constantes referencias al ámbito otaku en el contenido de su material, así como una fuerte atracción a la década de los ochenta.

## Biografía
Haruko Momoi nació el 14 de diciembre de 1977 en Tokio. 
Ya como adolescente desarrolló un gran interés por el anime, video juegos e ídolos femeninos, tempranamente conoce Internet, lo cual profundiza sus aficiones. Debido a sus aficiones ella no era muy popular entre sus compañeros de clase, solamente su amiga Aki la apoyo y respaldo sus sueños. La historia de Halko fue filmada en "Haruko☆Update" en el 2006.
El 24 de mayo de 2000, Halko hace su debut con el sencillo Mail Me, canción escrita para la película Club del Suicidio. 
En el 2002, ella forma junto a Masaya Koike el dúo Under17, que se distingue por sus numerosas canciones para anime y video juegos.
Después de su último álbum, Best Album 3 ~Soshite Densetsu he...~, el 27 de septiembre de 2004 se anuncia la separación de Under17, ambos Haruko y Masaya toman rumbos distintos.
En el 2004, Halko Momoi continua su carrera en solitario con Shokuzai no Rhapsody, canción escrita para un videojuego(PRISM ARC), más adelante estrena algunas canciones exclusivas para anime y video juegos. A principio del 2006 incursiona en la música electrónica estilo anime, poniéndose el sobrenombre de "DJ momo-i" teniendo al anime como tema principal.
El 8 de noviembre de 2006, ella se integra a Avex adoptando el mismo vestuario y voz seiyū que tenía antes de su faceta como DJ, también estrena su primer álbum completo, una compilación titulada momo-i quality.
Publica un libro titulado "Akihaba Love" el cual refleja su solidaridad con el distrito de Akihabara en Tokio, en el cual pasó la mayor parte de sus años de colegio entre anime, manga y juegos-otaku. Fue aquí donde obtuvo sus primeras experiencias como Idol, las mismas que serían piedra angular en su carrera posterior.
En 2007 celebra dos presentaciones internacionales, el primero en el ANIMEEXPO2007(EUA), y otro en Connichi2007(Alemania), de alta concurrencia ambos.   Más recientemente se presenta en escenarios de Hawái, Canadá, Taiwán, México e Inglaterra teniendo una amplia actividad.
En 2009 establece el sello discográfico AKIHABALOVE RECORDS.
el 31 de enero de 2015 se presentara el expo anime de chile version summer

## Interpretaciones

### Anime-TV
Serie (Personaje)
2001
- The SoulTaker （Komugi Nakahara）
- Final Fantasy: Unlimited （Ai Hayakawa）

2002
- Ai Yori Aoshi （Chika Minazuki）
- Galaxy Angel A （Announcer）
- Gravion （Doria）
- UFO Ultramaiden Valkyrie （Maru/Neko Mimi/Female guest）

2003
- Ai Yori Aoshi ~Enishi~ （Chika Minazuki）
- D.C. ~Da Capo~ （Utamaru）
- Bottle Fairy （Tama-chan）
- Popotan （Mii）
- MOUSE （Samantha Morishima）
- UFO Princess Walküre: Seireisetsu no Hanayome （Maru）

2004
- Gravion Zwei （Doria）
- Paranoia Agent （Maromi）
- RAGNAROK THE ANIMATION （Maya）
- Ryusei Sentai Musumet （Kou Saotome）
- DearS （Cheena）
- Kujibiki Unbalance （Shinobu Enomoto）

2005
- D.C.S.S. ~Da Capo Second Season~ （Utamaru）

2006
- Magikano （Marin Nijihara）
- Lovedol ~Lovely Idol~ （Mai Nonomiya）
- Blackjack 21 （Susie）

2007
- Seto no Hanayome （San Seto）
- CODE-E （Keiko Komatsuna）
- PRISM ARK （Filia）

2008
- Misión E （Keiko Komatsuna）
- Tales of the Abyss （Anise Tatlin）

2011
- Steins;Gate (Feiris Nyannyan)

### OVA
- Nurse Witch Komugi (Komugi Nakahara/Magical Nurse)
- Nurse Witch KomugiZ (Komugi Nakahara/Magical Nurse)
- Netrun-mon the Movie (Chiyu)
- Majokko Tsukune-chan (Tsukune)

### Anime versión de teatro
- Pocket Monster PIKA☆PIKA Starry sky camp (Sonano)

### Juegos
- Nurse Witch Komugi-Chan Magically （Komugi Nakahara/Magical Nurse）
- Moekan ～Moe mmusume shima heyoukoso～ （mo no inochi）
- DearS （China）
- BALDR FORCE EXE （PS2 Hanbachiera）
- Uizazu Harmony R （Risa=yufuiru）
- D.C.P.S. Da kapoPlus Situation （Utamaru）
- D.C, Four Seasons Dakapo Fuoshi zunzu（
- Tales of the Abyss、Tales of Fandom Vol.2 （Anise Tatlin）
- Densha de GO! ryojou （shichi umi hikaru）
- Stela Deus （Teia）
- Prism arc （Fuiria）
- Barudo Barrett ikuri buriamu （Natsume Asou）
- PRISM ARK -AWAKE- （Fuiria）
- Busou kami hime BATTLE RONDO （Ushi kataMMS）

### SFX
- Kawaii! JeNny (voz de SisterB)

## Discografía

### Singles
Mail Me (2000/5/24)
1. Mail Me
2. 2001Nen no Geemu Kissu
3. DIGITAL ESPER
4. Mail Me (vocalless version)
5. Mail Me (trackless version)

Ton Dol Baby  (2005/7/27)
1. Ton Dol Baby
2. Eigo to Koi wa Umaku Naranai
3. Ton Dol Baby (off vocal)
4. Eigo to Koi wa Umaku Naranai (off vocal)

WONDER MOMO-i ~New recording~ (2005/10/19)
1. WONDER MOMO-i～New recording～
2. ONCE UPON A TIME～Fairy story～
3. WONDER MOMO-i～New recording～ (karaoke original)
4. ONCE UPON A TIME～Fairy story～ (karaoke original)

Saigo no Rock (2006/11/8)
1. Saigo no Rock
2. Ushiroyubi Sasare kumi (DVD Drama 『Haruko☆UP DATE』 Opening Theme song)
3. Saigo no Rock (versión karaoke)
4. Ushiroyubi Sasare Kumi (DVD Drama 『Haruko☆UP DATE』 Insert song)

Yume no Baton (2006/12/7)
1. Yume no Baton (DVD Drama 『Haruko☆UP DATE』 Ending Theme song)
2. Koi no Meiousei (DVD Drama 『Haruko☆UP DATE』 Insert song)
3. Yume no Baton (versión karaoke)
4. Koi no Meiousei (versión karaoke)

Enter! (2006/12/27)
1. Enter!
2. Enter! (versión karaoke)
3. special comment

21Seiki (2007/3/28)
1. 21Seiki
2. RADIO DAYS RADIO NIGHTS
3. 21Seiki (versión karaoke)
4. RADIO DAYS RADIO NIGHTS

Party! (2007/10/10)
1. Party! (『Momoi Haruko no Chyou・ momoi!』 Opening Theme Song)
2. Good morning! (『Momoi Haruko no Chyou・ momoi!』 Ending Theme Song)
3. Party! (versión karaoke)
4. Good morning! (versión karaoke)
5. Momoi special comment

Yuuen no Amyuretto/Opera Fantasia (2007/10/24)
1. Yuuen no Amulet (PS2You Game 『PRISM ARK-AWAKE-』 Opening Theme Song)
2. Opera Fantasia (Anime 『PRISM ARK』 Ending Theme Song)
3. Yuuen no Amulet off vocal
4. Opera Fantasia off vocal

R・G・B… (2007/10/25)
1. R・G・B… (PS2 Game 『Barudo baretto Ikuri buriamu』 Theme Song)
2. R・G・B… BarrageMix
3. R・G・B… Digital8Mix
4. R・G・B… off vocal

Rumika (2007/11/14)
1. Rumika (『Kawaii!JeNny』 Opening Theme Song)
2. Chuo Line (『anime Tengoku』 Ending Theme Song)
3. Rumika (versión karaoke)
4. Chuo Line (versión karaoke)

Feel so Easy!  (2008/8/27)
1. Feel so Easy! (『anime Mission-E』 Ending Theme)
2. Tenkuu no Sprite
3. Feel so Easy! (versión karaoke)
4. Tenkuu no Sprite (versión karaoke)

Cue! (2009/1/1)
1. Cue! (『Momoi Haruko no Chou! momo-i』 Opening Theme Song)
2. Cue! (Original Karaoke)
3. BGM1 (Boku, momoimon)
4. BGM2 (The・ Hero Audition)
5. BGM3 (Futsuota)
6. BGM4 (Nou Uchi Kanojo wo Shoukai shimasu)
7. Jinguru Shuu

Ru-Ji Gu-ji (2009/4/29)
1. Ruji Guji (OVA 『Yurumeitsu』 Theme Song)
2. Brand new music
3. Ruji Guji (Instrumental)
4. Brand new music (Instrumental)

My resolution ～ Ano Tokei no Shitade～ / Summer of Love feat. Masami Okui (2009/5/27)
1. My resolution ～ Ano Tokei no Shitade～
2. popcorn☆magic (Instrumental)
3. My resolution ～ Ano Tokei no Shitade～
4. popcorn☆magic (Instrumental)

☆Jienotsu☆Song (2009/6/17)
1. ☆Jienotsu☆Song
2. Shihatsu ni Notte
3. ☆Jienotsu☆Song (karaoke)
4. Shihatsu ni Notte (Instrumental)

### Álbumes de estudio
momo-i quality (2006/8/9)
1. Opening -dreaming more! more-
2. LOVE.EXE -momo-i quality version- (PlayStation Game 『BALDR FORCE EXE』 Opening Theme Song)
3. mebius ring (PC Game 『Sweet Room ～ Futari dake no himitsu no amai akima ～』 Theme song)
4. Adolescence -rainy Taipei version- (DVD Game 『Majyo kkoa・ra・mode』 Ending Theme Song)
5. Hide and seek (DVD Game 『Majyo kkoa・ra・mode』 Opening Theme Song)
6. Koi no recipe (PC Game 『Suito Regashi』 Image Song)
7. Figure Ni Naritai -re painted version-
8. Go☆Home！ - Master MIX version- (PC Game 『Suito Regashi』 Opening Theme Song)
9. Shyokuzai no Rhapsody (PC Game 『PRISM ARK』 Theme Song)
10. Far and away ～party night～ -new mix- (PC Game 『PRISM ARK』 Image Song)
11. Akihabalove -summery summer version-
12. Friendship (PC Game 『Omakase! Toraburu』 Ending Theme Song)
13. Motto、Yume、Miyou!! -Now I feel...version-

Haruko☆UP DATE SONGS BEST (2007/2/21)
1. Koi no Meiousei
2. Mail Me（ver.2.0）
3. Ushiroyubi Sasare Kumi
4. AkihabaRhapsody (DVD Drama 『Haruko☆UP DATE』 Insert song)
5. GURA GURA（ver.2.0）
6. Space Love（ver.2.0）
7. Saigo no Rock
8. Yume no Baton

Famison 8BIT (2007/3/21)
1. Touch
2. Koi no Jumon wa suki to kimeki to kisu
3. Hadashi no furoone
4. Lum no Love Song
5. Delicate ni Sukishite
6. Yume Ippai
7. Fushigi na merumo
8. Hajimete no Chuu
9. Moonlight Densetsu
10. Sougen no Marco
11. L wa lovely
12. Areare arare chan
13. Romantic Ageru Yo
14. Kimi wa hoe hoe Musume

Famison 8BIT STAGE2 (2007/6/8)
1. Pegasus Fantasy
2. Bara wa utsukushiku chiru
3. Dareyori mo Tooku e
4. Midori no Hidamari
5. Ru・ru・ru・ Russian Roulette
6. Shin obake no Qfutorou
7. Majokko meguchan
8. Attack ＮＯ．１ no Theme
9. Sukisuki song
10. Hana no Ko run run
11. Tonari no totoro
12. Teleportation -Koi no Mikakunin-
13. Youkai ni go youjin
14. Banana no Namida
15. Susume bokosuka

COVER BEST Cover Densha (2007/6/20)
1. Yume no Naka e
2. Shin. Com Ko Chan no Theme
3. Yume Bouken
4. Goonies "R" Good Enough
5. Miraikei Idol
6. TOUGH BOY
7. Koi wa Question
8. Yuzurenai Negai
9. God knows...
10. VIDEO KILLED THE RADIO STAR

Sunday early morning (2008/3/5)
1. Sunday early morning
2. Romantic summer -momo-i version- (Seto no Hanayome OP)
3. 21 Seiki
4. RADIO DAYS RADIO NIGHTS
5. Enter!
6. Ima anata ga suki
7. Party！
8. High energy -momo-i version- （Kawaii! JeNny ED）
9. Rumika （Kawaii! JeNny OP）
10. Night de naito
11. Thunder Shot!
12. Good morning!
13. Get Wild (bonus track / cover of TM NETWORK)

more&more quality WHITE 〜Self song cover〜 (2008/12/3)
1. Camera = Mannenhitsu
2. S・P・Y
3. Girls be ambitious!!
4. Sports shimasho☆
5. Ichigo Ichie
6. Samishi Kunai Mon
7. Never Give Up!
8. Anata ga Dai Kirai
9. Life is free〜momo-i version〜
10. WONDER MOMO-i〜World tour version〜

more&more quality RED 〜Anime song cover〜 (2008/12/3)
1. Give a reason
2. Gamble Rumble
3. Butter-Fly
4. Happy☆Material
5. SOLDIER DREAM
6. DASH!!〜Racer mini Drive four no theme
7. Ai Oboeteimasuka
8. INVOKE
9. STEP.
10. Romance no Kamisama

Henji Ga Nai, Tada No Shitsuren No Youda (2009/9/30)
1. Prologue 21 ～ Koi no Hajimari
2. Shihatsu ni Notte
3. Brand new music
4. ☆Jienotsu☆Song
5. Baka ≒ Aishiteru
6. Loosey Goosey
7. Henji Ga Nai, Tada No Shitsuren No Youda
8. Hazakura
9. me a ri hi to
10. reimei ni raimei
11. Galge

### DVD
- Wonder Momoi Live Tour Final
- Haruko☆UP DATE
- Momo-i Live DVD momo-i quality LIVE IN Stellar Ball 2006
- Momo-i Live DVD momo-i UP DATE TOUR IN Shibuya O-EAST
- BEST CLIP
- momo-i COVER BEST LIVE in CLUB CITTA
- momo-i Sunday early morning LIVE @SHIBUYA-AX

### Libros
1. Akihaba LOVE ~Akihabara to issho ni otona ni natta~